# Леонтицевые
Леонтицевые (лат. Leonticeae) — триба цветковых растений семейства Барбарисовые (Berberidaceae).

## Представители
Триба включает в себя 3 рода:
- Caulophyllum Michx. — Стеблелист
- Gymnospermium Spach — Голосемянник
- Leontice L. — Леонтица